# Olombrada
Olombrada ist ein Ort und eine Gemeinde (municipio) mit 503 Einwohnern (Stand: 2024) in der zentralspanischen Provinz Segovia in der Autonomen Region Kastilien-León. 

## Lage und Klima
Olombrada liegt in der kastilischen Meseta in ca. 865 m Höhe ungefähr 58 Kilometer (Fahrtstrecke) nördlich der Provinzhauptstadt Segovia. Das Klima ist gemäßigt bis warm; Regen (ca. 511 mm/Jahr) fällt mit Ausnahme der trockenen Sommermonate übers Jahr verteilt.

## Bevölkerungsentwicklung
| Jahr      | 1970 | 1981 | 1991 | 2001 | 2011 | 2021 |
| Einwohner | 1252 | 1068 | 873  | 790  | 674  | 521  |

## Sehenswürdigkeiten

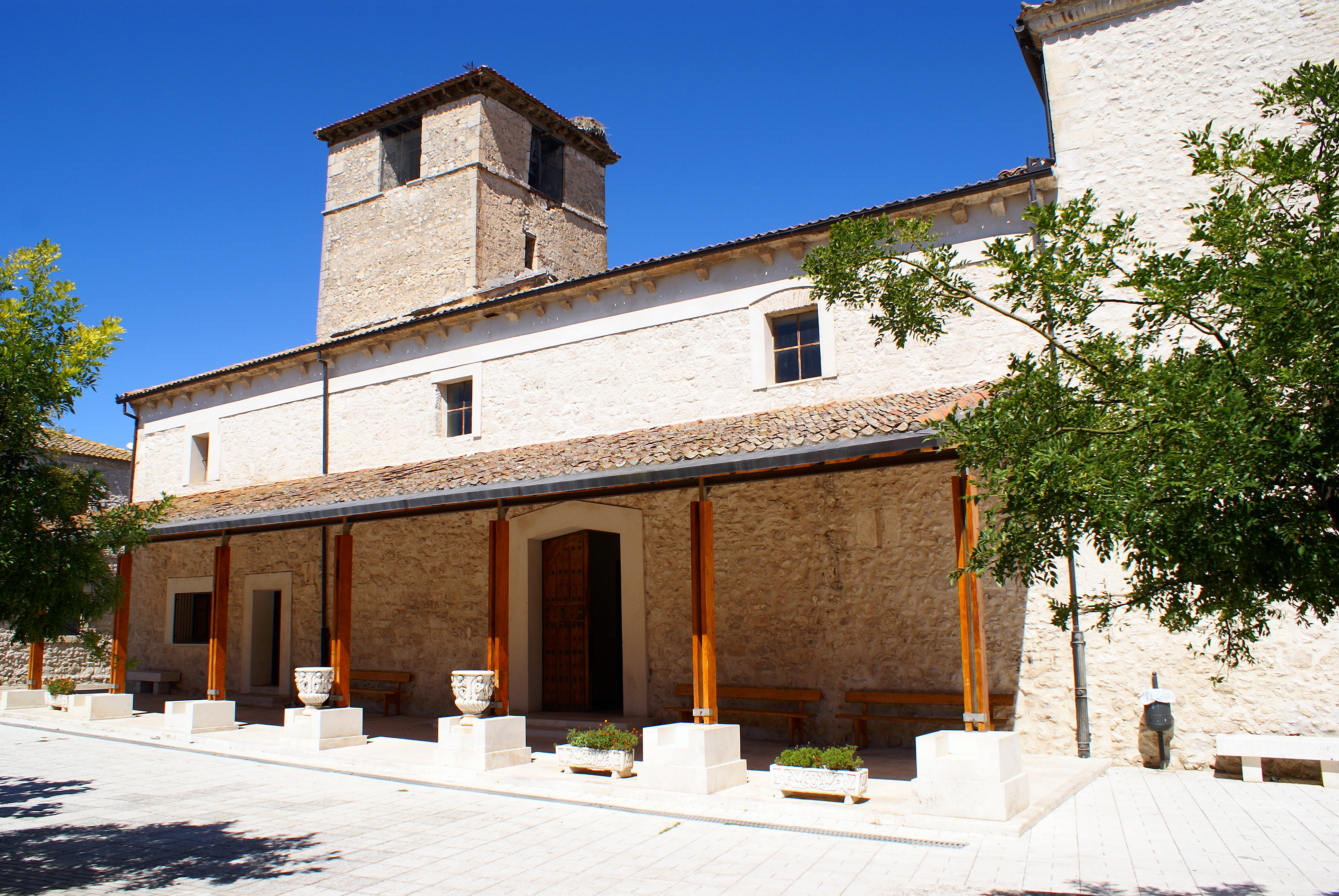
Vinzenzkirche

- Vinzenzkirche